# Xô

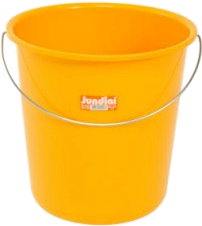
Một cái xô màu vàng

Xô (phiên âm tiếng Pháp: seau) là vật dụng không thấm nước, thường có hình nón cụt hoặc hình trụ với miệng mở và đáy phẳng thường gắn với tay cầm nửa đường tròn gọi là quai. Dung tích thông thường là 10 lít (dm³).